# 开放式旅行二等座车
开放式旅行二等座车（英文原名：Tourist Second Open或Tourist Standard Open，英国铁路客车代码：TSO）是英国铁路系统中一种使用开放车厢布局的二等座铁路客车，其座位布局和市场定位相当于许多国家和地区的火车二等座，座位布局为2+2。英国铁路系统中的“开放式二等座车”与许多国家和地区二等座车并非等同的概念，座位布局为2+1，座位布局接近许多国家和地区采用开放车厢布局的一等座车，实际上是英国铁路系统中“开放式一等座车”的减配版。“开放式旅行二等座车”中的“旅行”二字是为了和“开放式二等座车”区分开来。
“TSO”在英国铁路客车代码中还可以表示“动拖开放式二等座车（英文原名“Trailer Standard Open）”。英国的“动拖开放式二等座车”为一种使用开放车厢布局的二等座车，仅用于动车组拖车，座位布局多为2+2（少数为3+2）。“开放式旅行二等座车”仅用于非动车组列车。

## 英国铁路1型客车
“英国铁路1型客车”的开放式旅行二等座车使用2+2布局的面对面式座椅。每节车厢设两个洗手间，均位于车厢一端，一节车厢内的两个洗手间门对门，两个洗手间中间是过道。有中间车门的版本定员64人，没有中间车门的版本定员72人。
“英国铁路1型客车”开放式旅行二等座车最先制造的20节没有中间车门，因而比之后增加了中间车门的版本多8个座位。
“英国铁路1型客车”开放式旅行二等座车现已全部退出日常运营，仅能在遗产铁路、包车之类的地方能够看到运营中的“英国铁路1型客车”开放式旅行二等座车。

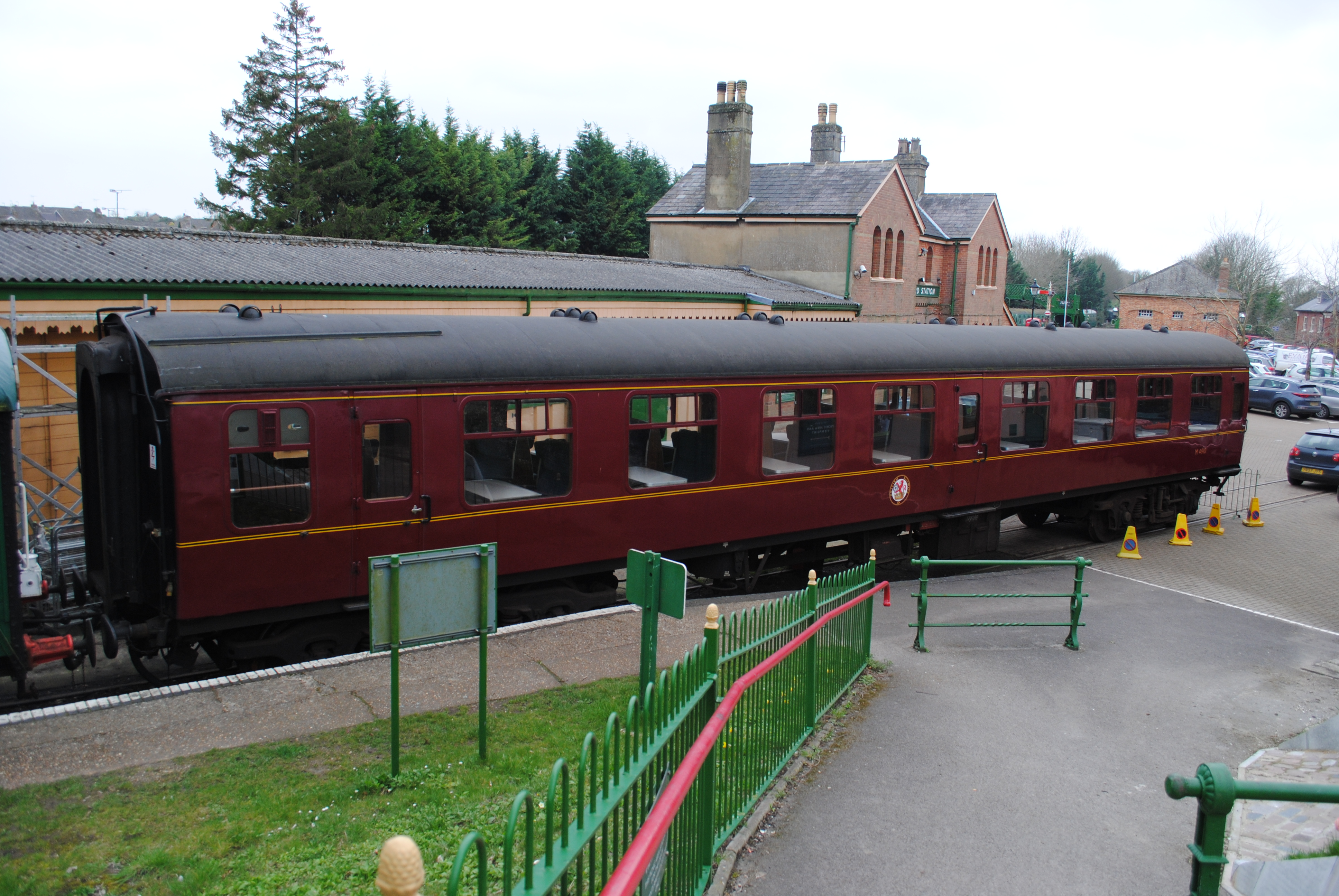
“英国铁路1型客车”开放式旅行二等座车外部
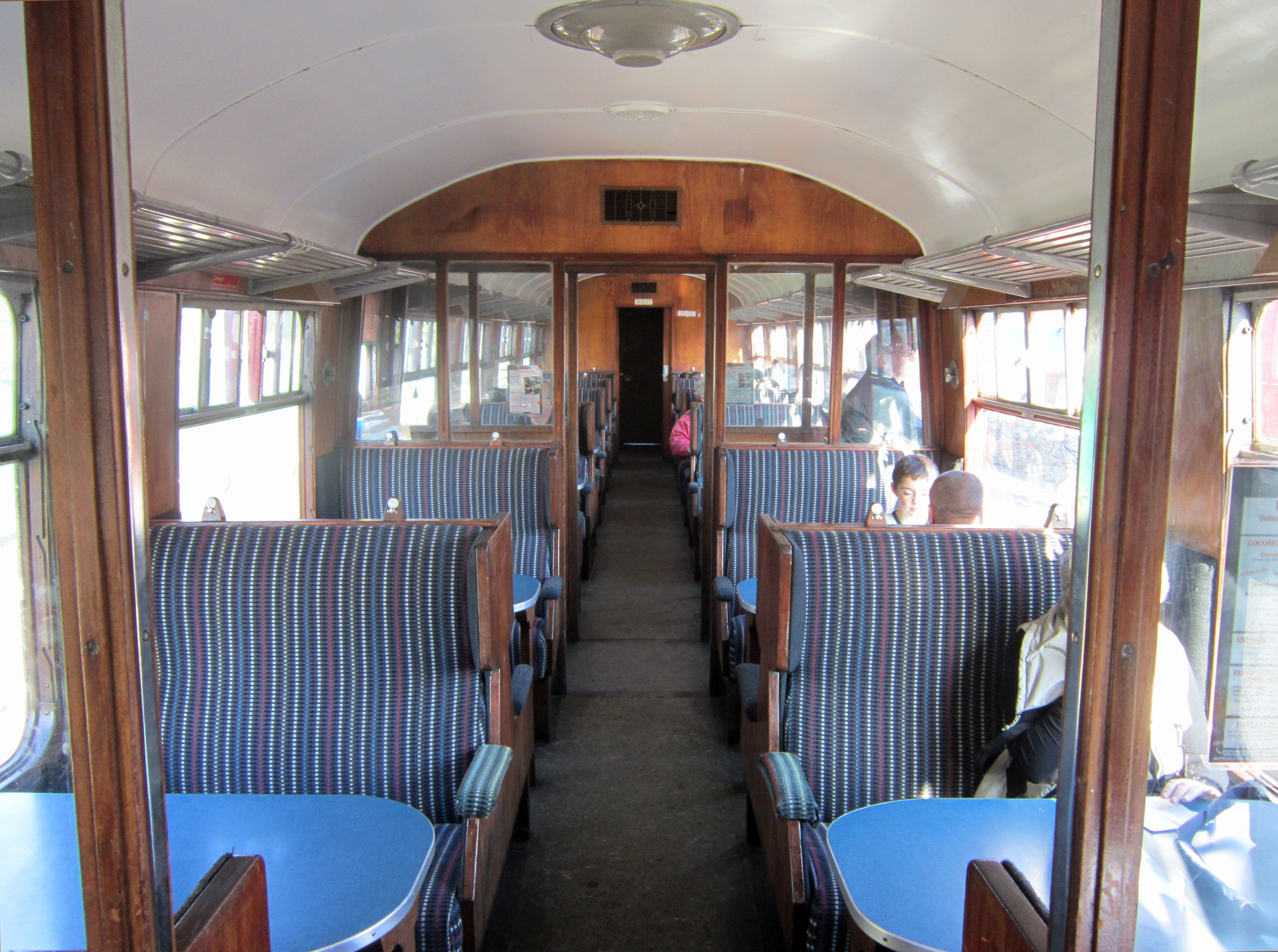
“英国铁路1型客车”开放式旅行二等座车内部

## 英国铁路2型客车
“英国铁路2型客车”的开放式旅行二等座车在之前的“英国铁路1型客车”的基础上研发而来。
早期版本（英国铁路2型客车初始型号、英国铁路2A型客车）的外观、内部结构与“英国铁路1型客车”有着诸多的相似。同样使用2+2布局的面对面式座椅。每节车厢设两个洗手间，均位于车厢一端，一节车厢内的两个洗手间门对门，两个洗手间中间是过道，与“英国铁路1型客车”一样。同样在车厢前部、中部、尾部各对称设有6个车门（每侧3个）。
“英国铁路2B型客车”开放式旅行二等座车取消了中间车门，释放出的空间用于增加洗手间空间，“英国铁路2B型客车”开放式旅行二等座车车厢两端均设有洗手间。“英国铁路2B型客车”的车门也进行了加宽。“英国铁路2B型客车”至“英国铁路2F型客车”间的各个型号的“开放式旅行二等座车”内部配置与之前的型号有着较大的改进升级。

### 图片集

#### 英国铁路2型客车（初始型号）

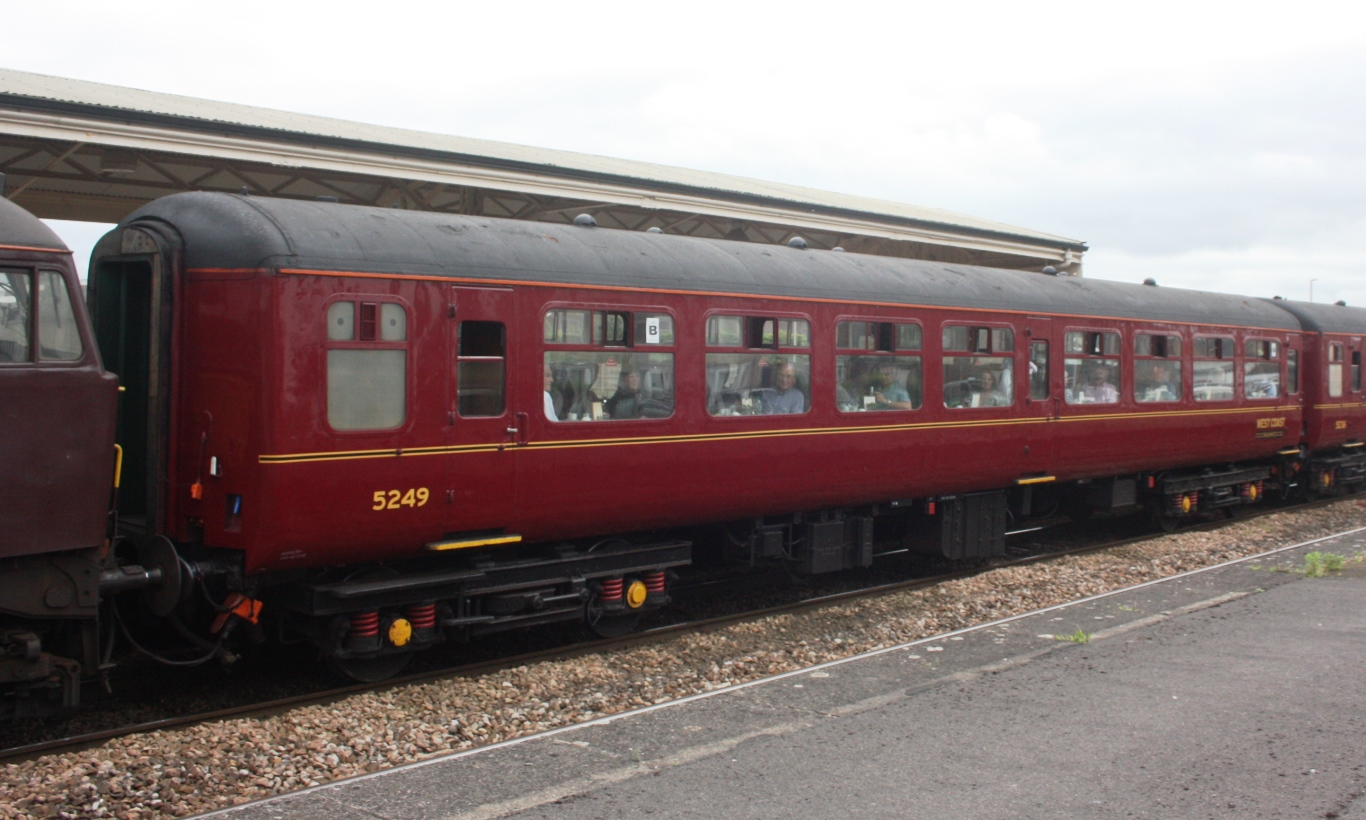
“英国铁路2型客车（初始型号）”开放式旅行二等座车，2017年5月23日拍摄。
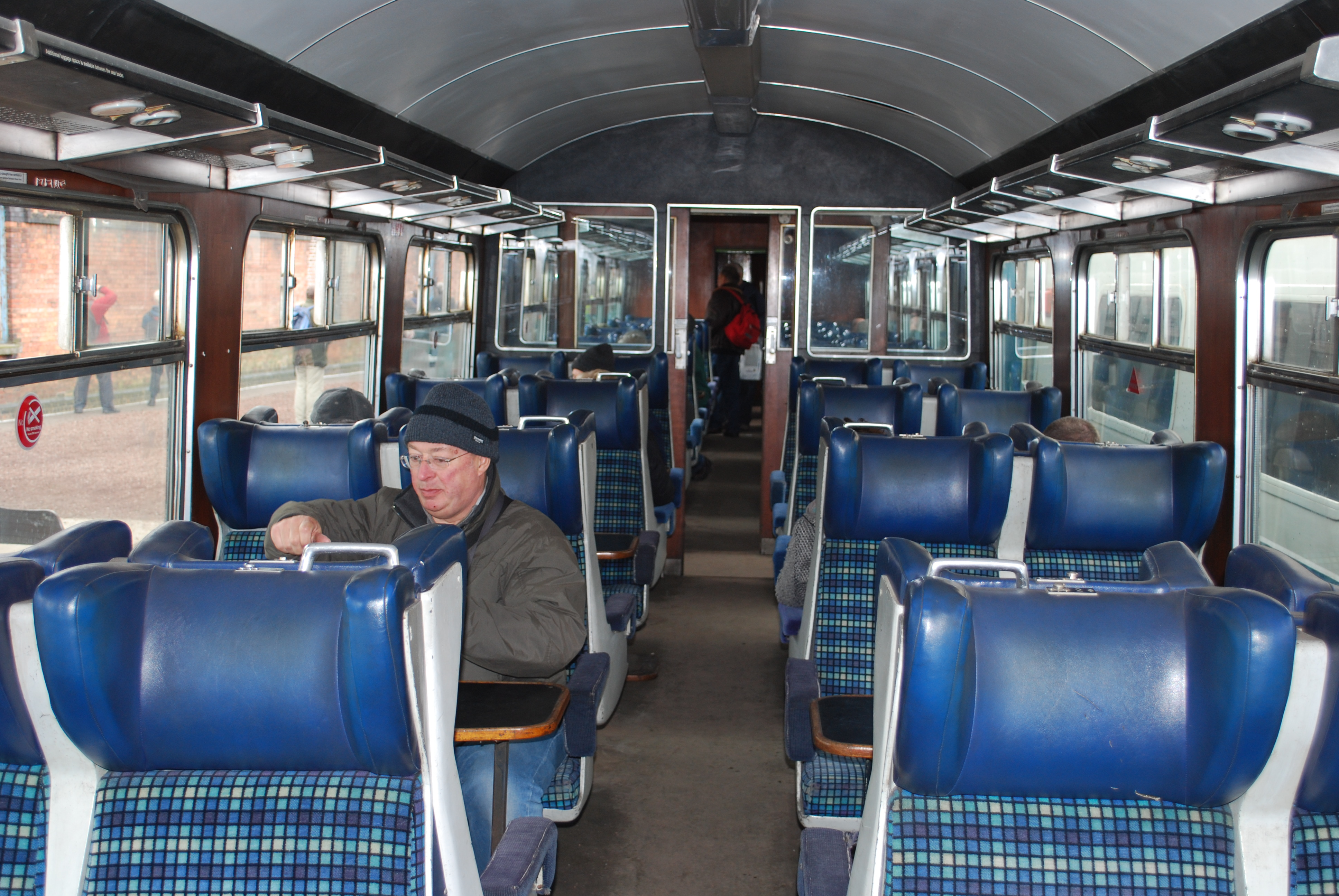
“英国铁路2型客车（初始型号）”开放式旅行二等座车内部，2012年4月14日拍摄。

#### 英国铁路2A型客车

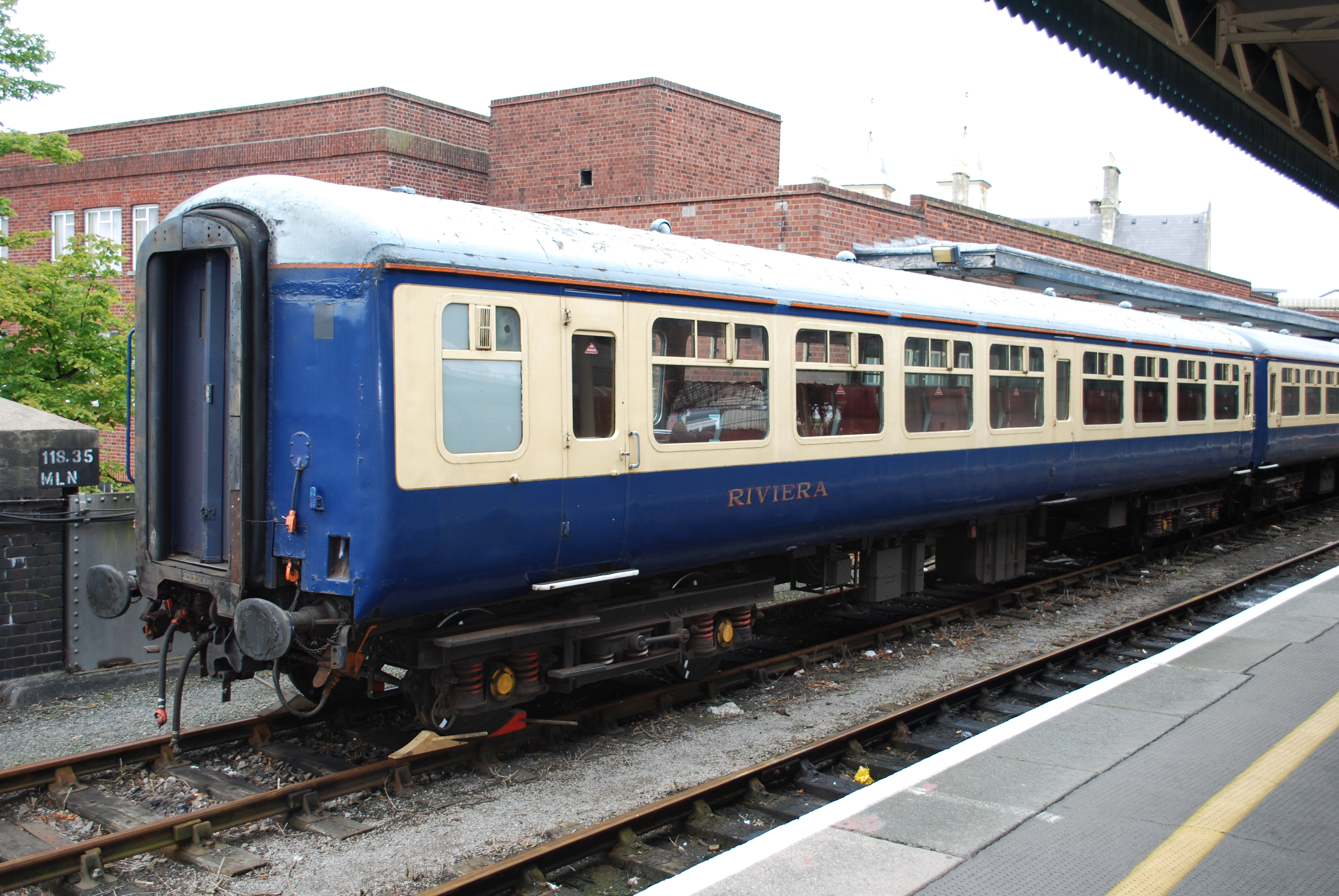
“英国铁路2A型客车”开放式旅行二等座车

#### 英国铁路2B型客车

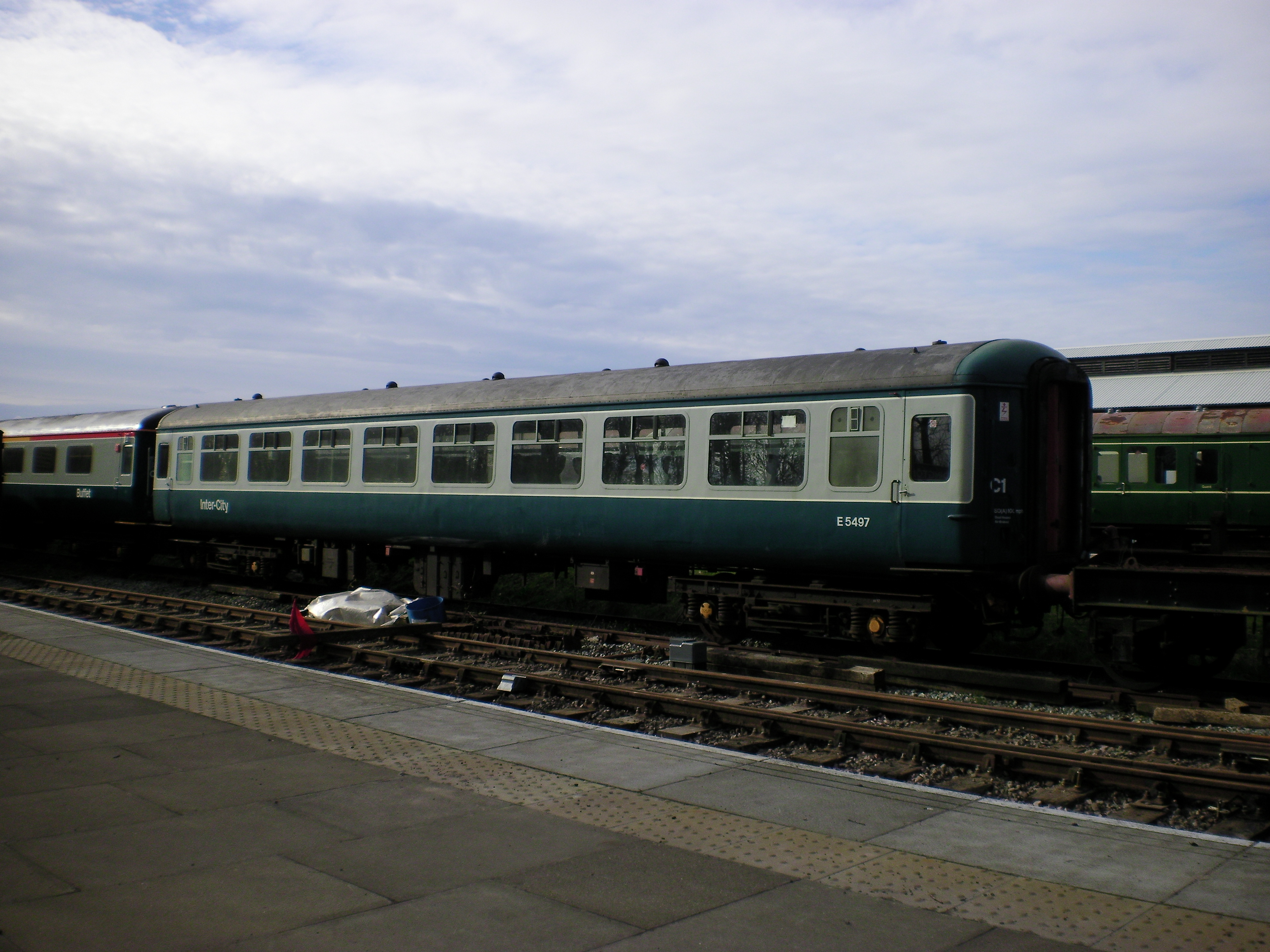
“英国铁路2B型客车”开放式旅行二等座车
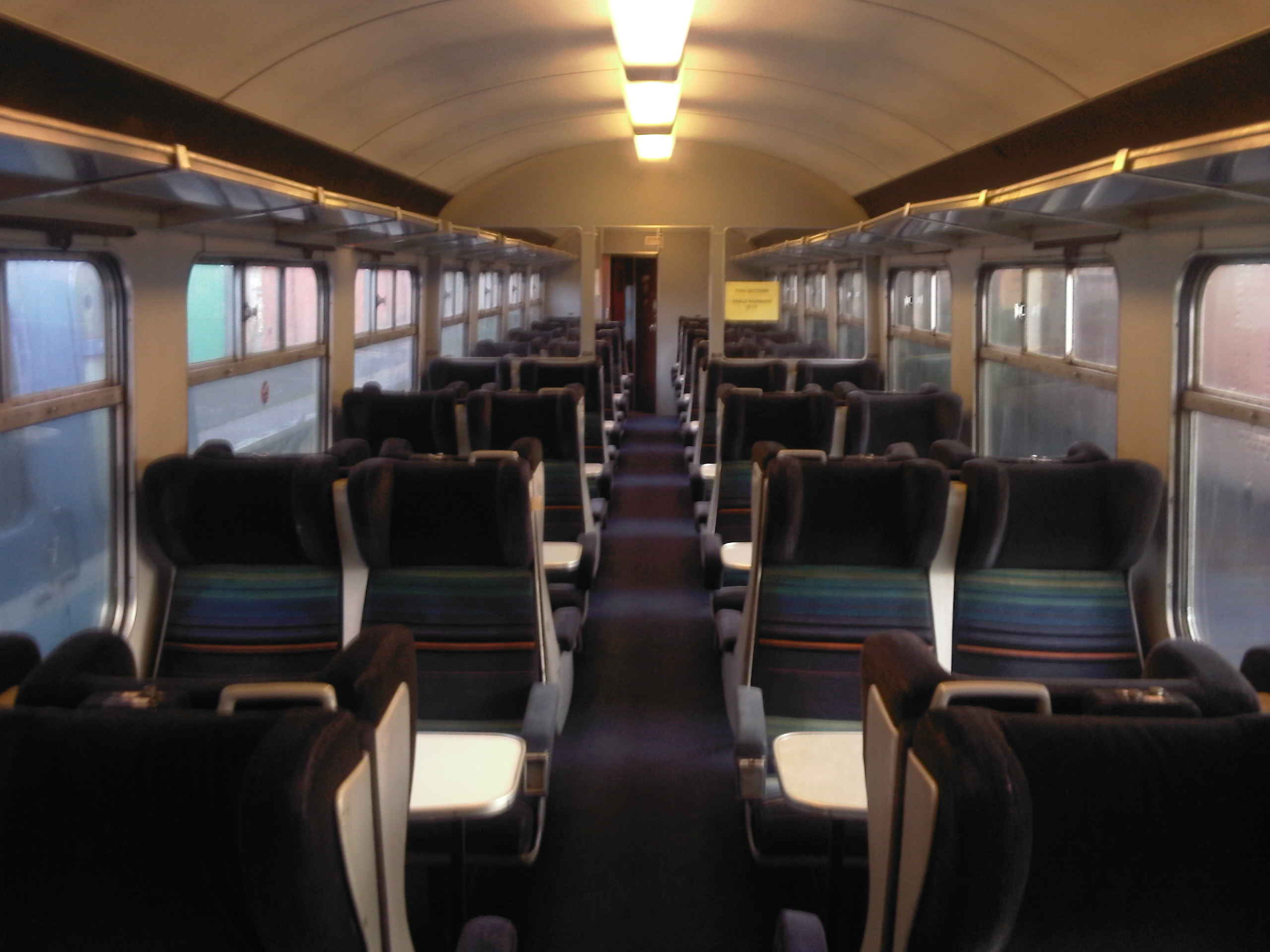
“英国铁路2B型客车”开放式旅行二等座车内部

#### 英国铁路2C型客车

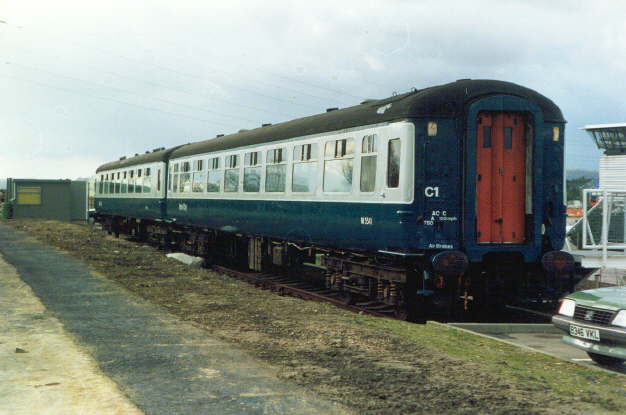
“英国铁路2C型客车”开放式旅行二等座车，编号：5541，使用英国铁路蓝灰相间涂装，1994年拍摄。

#### 英国铁路2D型客车

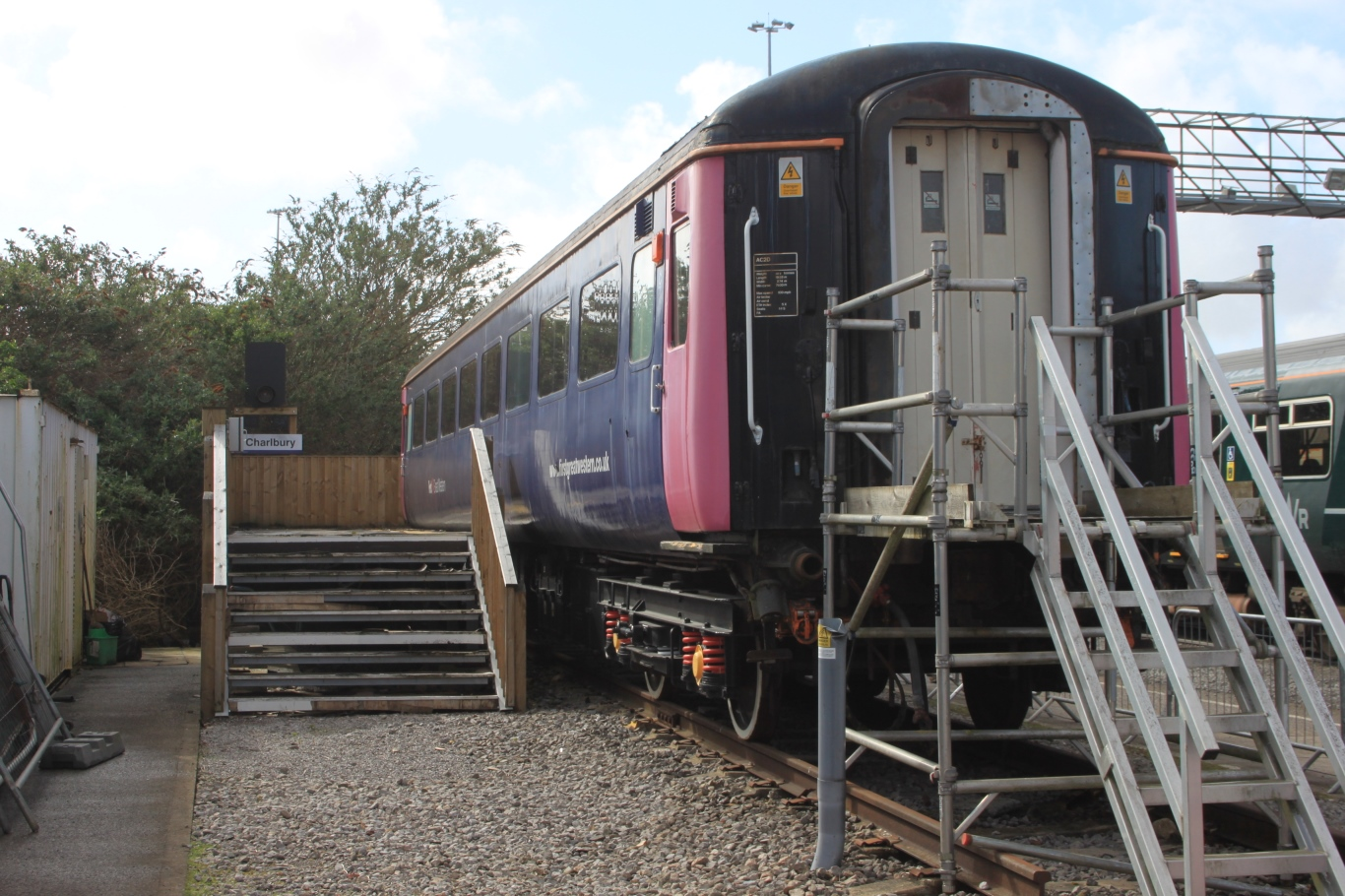
“英国铁路2D型客车”开放式旅行二等座车

#### 英国铁路2E型客车

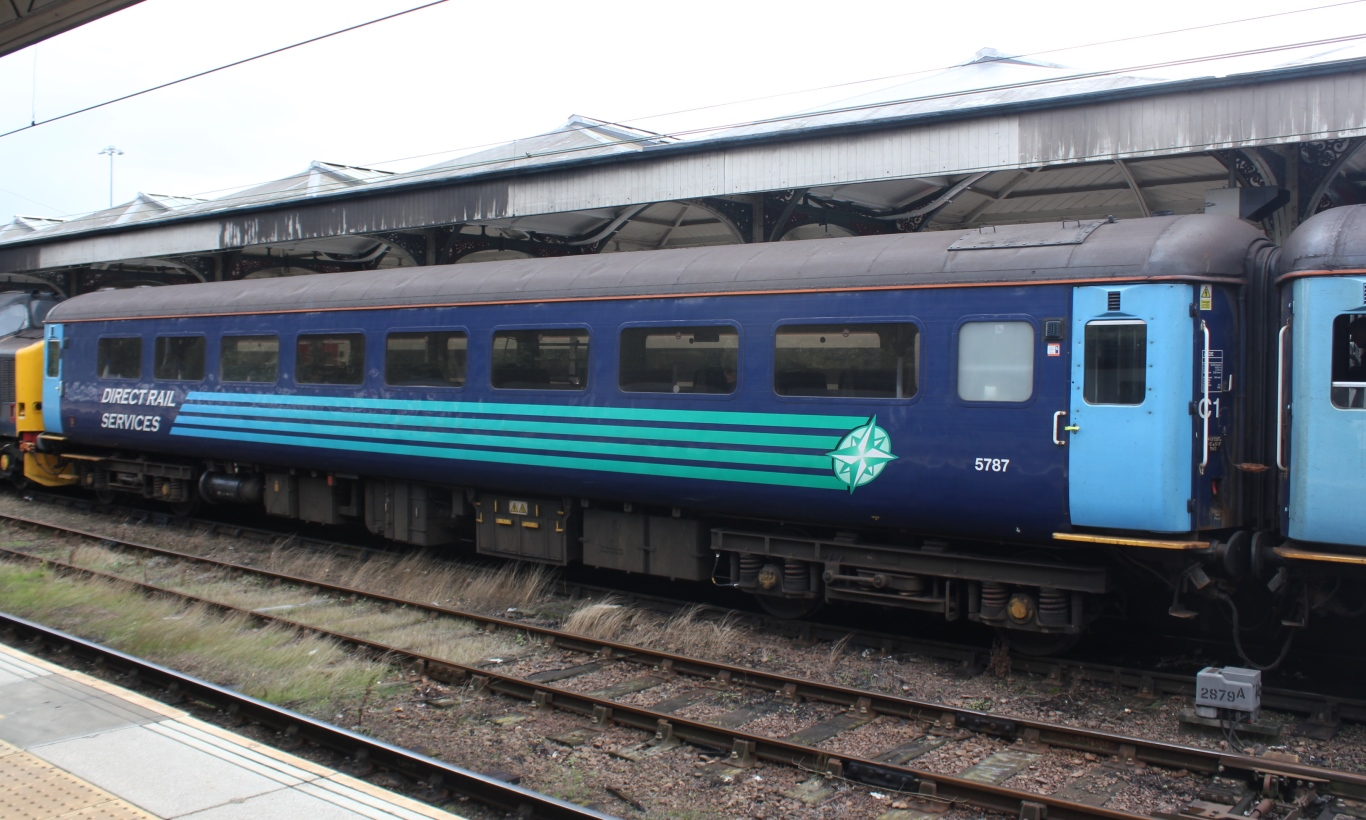
“英国铁路2E型客车”开放式旅行二等座车

#### 英国铁路2F型客车

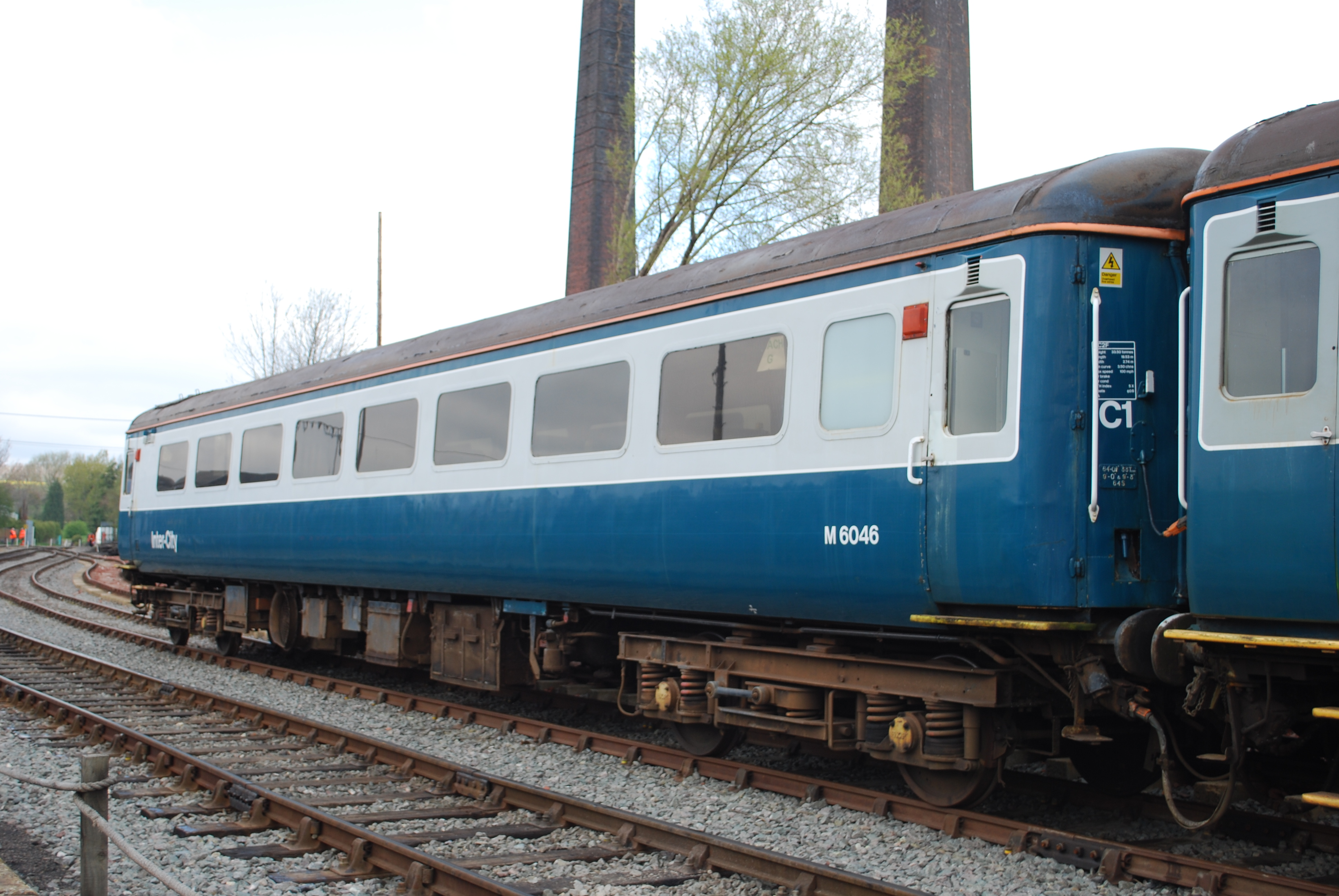
“英国铁路2F型客车”开放式旅行二等座车
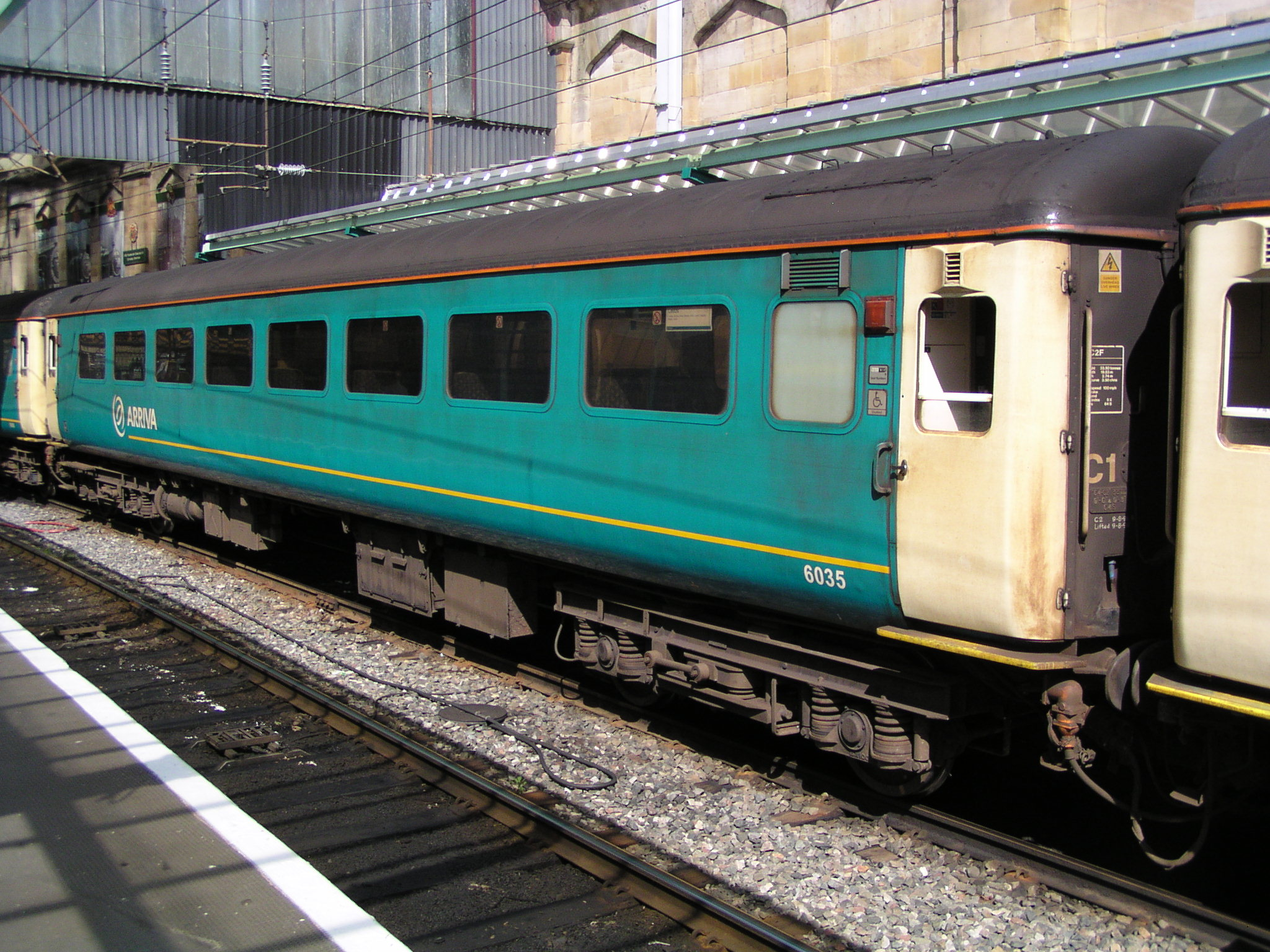
愛瑞發使用的“英国铁路2F型客车”开放式旅行二等座车，2004年8月27日拍摄于卡萊爾站。
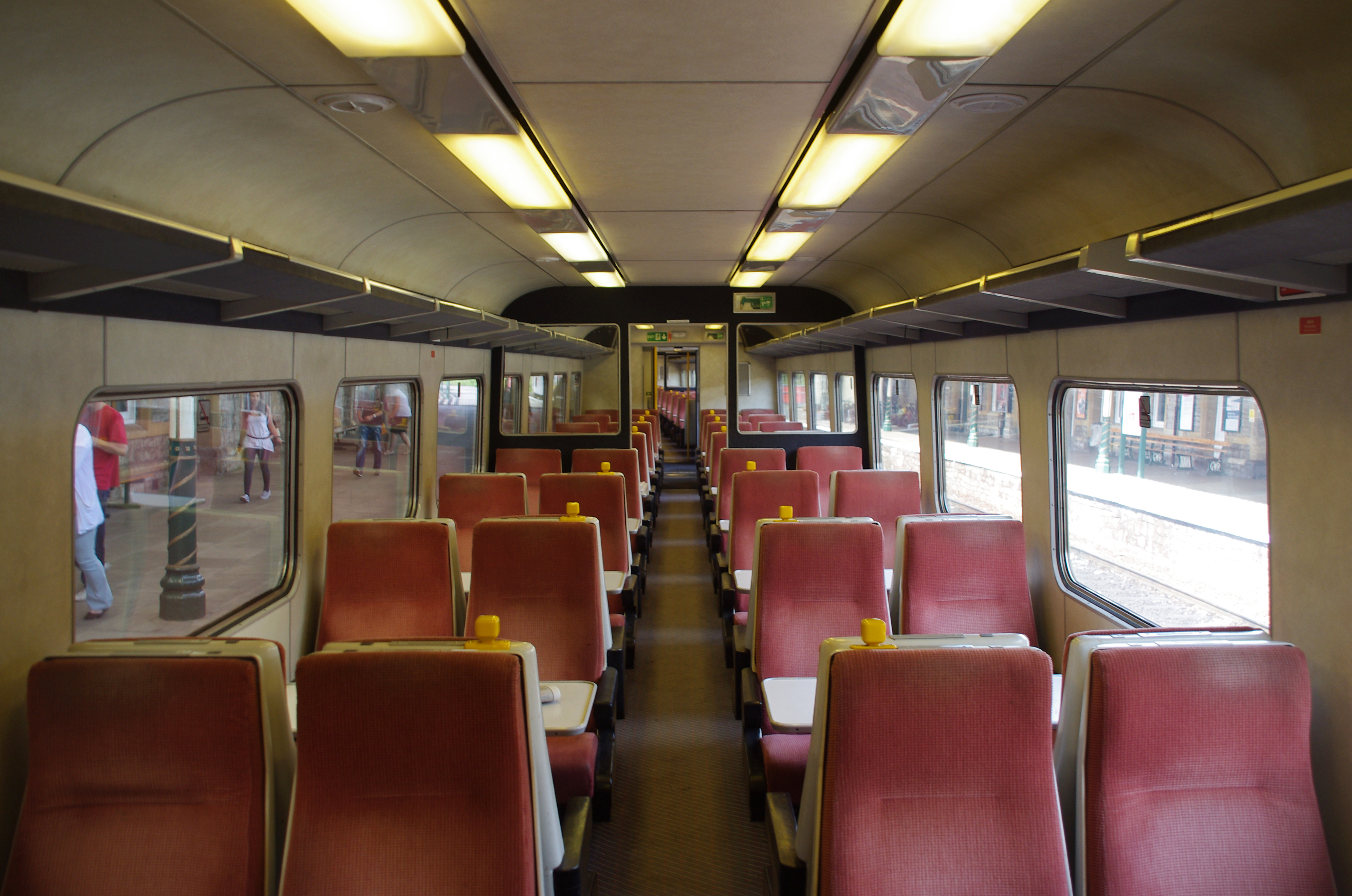
“英国铁路2F型客车”开放式旅行二等座车内部

### 使用
“英国铁路2型客车”在投入使用后，逐步接替了原先由“英国铁路1型客车”担当的快速旅客列车服务，“英国铁路1型客车”逐步转而用于慢车。“英国铁路2型客车”同时是英国铁路行业国有化时期的一型经典铁路客车。“英国铁路2型客车”空调车厢在上线初期多用于快速旅客列车，“英国铁路2型客车”非空调车厢在上线初期多和“英国铁路1型客车”一起用于慢车。“英国铁路2型客车”的后期型号“英国铁路2E型客车”和“英国铁路2F型客车”曾是英国长途旅客列车的主力军，先后由多型电力机车和内燃机车牵引。
在20世纪90年代中期英国铁路分拆私有化后，“英国铁路2型客车”开放式旅行二等座车先后被包括盎格利亚铁路、大西部铁路公司、盖特威克机场快线、维珍铁路、大盎格利亚、阿贝里奥苏格兰铁路、爱瑞发、第一西北、第一苏格兰铁路、北方铁路、银连、凱奧雷斯亞美威爾斯鐵路、威尔士和边境、威尔士和西部、韦塞克斯铁路在内的多个铁路业者使用。2019年9月时，英国仅有阿贝里奥苏格兰铁路、凱奧雷斯亞美威爾斯鐵路和包括中诺福克铁路、文斯利代尔铁路（少量使用“英国铁路2A型客车”和“英国铁路2B型客车”）在内的一些遗产铁路使用。

## 英国铁路3型客车
“英国铁路3型客车”仅有供非动车组列车使用的版本存在“开放式旅行二等座车”这一类型。出厂时只有“英国铁路3A型客车”这个下属型号拥有“开放式旅行二等座车”这一类型。“英国铁路3A型客车”的初始编号号段为12000至12172。此外，“英国铁路3型客车”并不存在开放式二等座车。

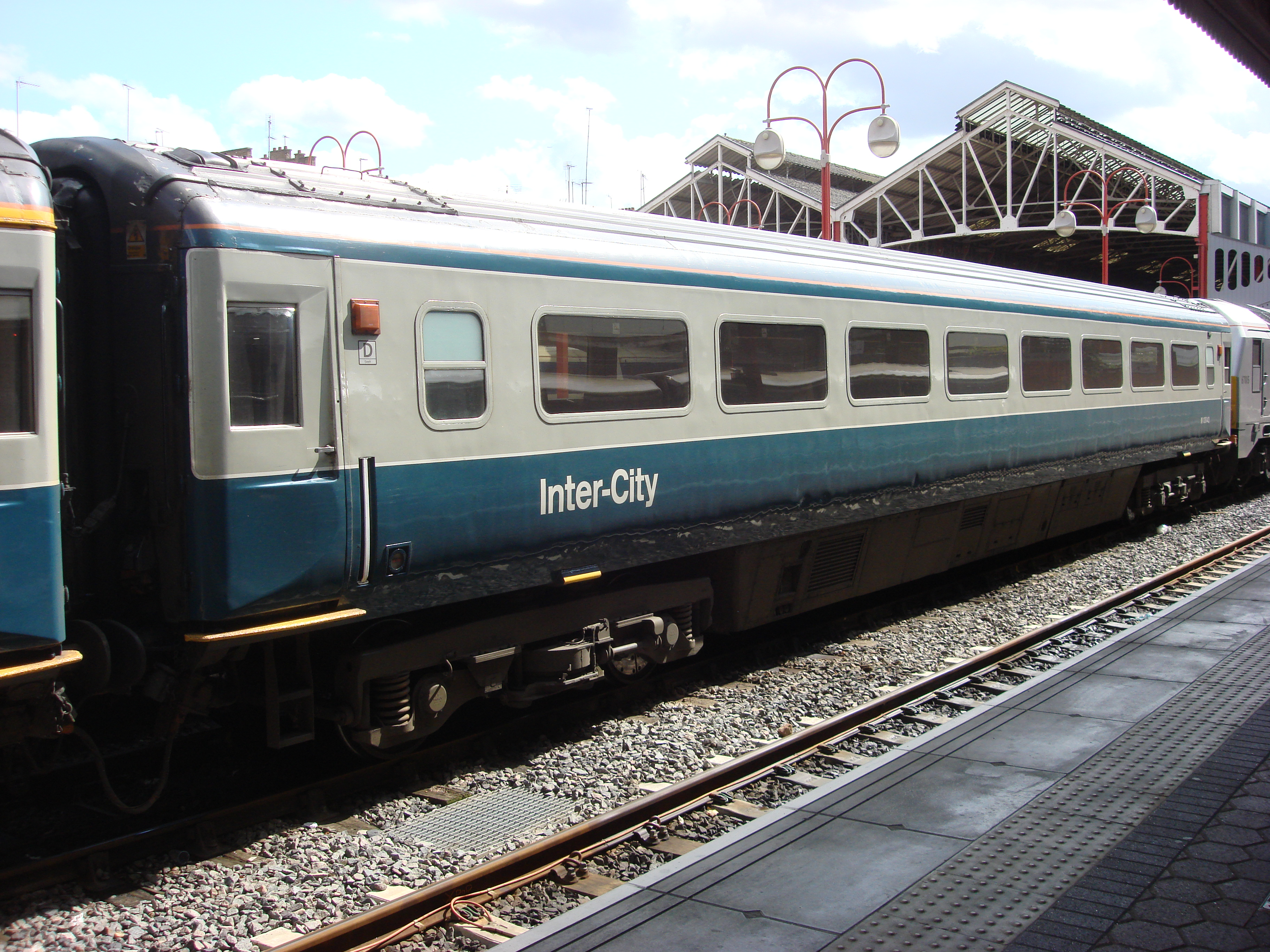
“英国铁路3A型客车”开放式旅行二等座车，2008年9月3日拍摄于马里波恩站。